# Ghiacciaio Man-o-War
Il ghiacciaio Man-o-War è un ghiacciaio situato nell'entroterra della costa di Borchgrevink, nella Terra della Regina Vittoria, in Antartide. nella regione nord-occidentale della Dipendenza di Ross, in Antartide. In particolare, il ghiacciaio, il cui punto più alto si trova a circa 2150 m s.l.m., ha origine nella parte centrale dell'estremità sud-orientale dei monti dell'Ammiragliato e da qui fluisce verso sud-ovest, partendo dal versante meridionale dei monti Black Prince e Royalist e scorrendo infine lungo il versante settentrionale della cresta Novasio e quello sud-orientale del monte Brazil fino a unire il proprio flusso a quello del ghiacciaio Tucker. Prima di quest'ultima unione, il flusso del Man-o-war è arricchito da quello di diversi altri ghiacciai, tra cui, da nord a sud, il Massey, il Deming e il Fitch.

## Storia
Il ghiacciaio Man-o-War è stato mappato per la prima volta dallo United States Geological Survey grazie a fotografie scattate dalla marina militare statunitense (USN) durante ricognizioni aeree e terrestri effettuate nel periodo 1960-62, e così battezzato da membri della spedizione neozelandese di ricognizione geologica in Antartide svolta nel 1957-58, in ricordo delle imbarcazioni armate man-of-war, in associazione con i monti dell'Ammiragliato.